# Vlčkov (Kamenice nad Lipou)
Vlčkov (německy Wlčkow) je osada, součást města Kamenice nad Lipou v okrese Pelhřimov v kraji Vysočina. Nachází se asi 4 km jižně od Kamenice nad Lipou a asi 23 km jihozápadně od centra Pelhřimova.
Ve Vlčkově je registrováno pět čísel popisných: 13, 14, 15, 16 a 66. Nacházejí se zde tři drobné rybníky. Jižně protéká bezejmenný potok, který se vlévá do řeky Kamenice.